# Рурський вугільний басейн
Рурський вугільний басейн (Нижньорейнсько-Вестфальський вугільний басейн) — найбільший кам'яновугільний басейн у Західній Європі. Розташований у Німеччині (земля Північний Рейн — Вестфалія).

## Історія
Видобуток ведеться з кінця ХІІІ століття. У 1990-х роках працювало 25 шахт із середньодобовим навантаженням 10 тис. тонн. На початок XXI століття частину копалень закрито. Існувала тенденція до подальшого згортання вуглевидобутку.
У 2025 році залізничний маршрут «Залізний Рейн», який у XIX столітті сполучив бельгійський Антверпен із промисловим серцем Німеччини — Рурським вугільним басейном, знову опинився у центрі уваги. Колись він відігравав ключову роль для пересування військ союзників під час Другої світової війни, але після 1991 року окремі ділянки було покинуть, а частину колії взагалі перестали використовувати. Бельгія, Нідерланди та Німеччина відновили перемовини про реконструкцію через зростання російської загрози та потреби країн Європейського Союзу швидко переміщати військові ресурси. Минулі спроби відродити «Залізний Рейн» заважали екологічні суперечки. У 2003 році арбітражний трибунал дозволив Бельгії відновлювати колію, але зобов'язав її покрити витрати на зменшення шкоди довкіллю. Нідерландам ж дозволили долучатися лише за умови вигоди. У Німеччині реконструкція цієї лінії вимагатиме найбільших інфраструктурних зусиль. Роботам заважає складний рельєф в районі міста Аахен та наслідки обвалу Раштатського тунелю у 2017 році.

## Технологія розробки
- Запаси родовища — 210 млрд т.
- Середня глибина розробки — 850 м.
- Суцільна та стовпова системи розробки — понад 50 % видобутку.